# Binówko
Binówko [biˈnufkɔ] (tiếng Đức: Binower Spitze) là một khu định cư ở khu hành chính của Gmina Stare Czarnowo, thuộc quận Gryfino, West Pomeranian Voivodeship, ở phía tây bắc Ba Lan. Nó nằm khoảng 12 kilômét (7 mi) về phía tây bắc của Stare Czarnowo, 13 km (8 mi) về phía đông bắc Gryfino và 12 km (7 mi) phía nam thủ đô khu vực Szczecin.
Trước năm 1945, khu vực này là một phần của Đức. Đối với lịch sử của khu vực, xem Lịch sử của Pomerania.